# Баранов, Виктор Михайлович (физиолог)
Ви́ктор Миха́йлович Бара́нов (род. 30 сентября 1946, г. Петропавловск-Камчатский) — советский и российский учёный-медик, специалист в области экстремальной физиологии и космической медицины. Академик РАН (2013), РАМН (2005, членкор с 2000), доктор медицинских наук, профессор (1998).
Заместитель генерального директора — директор Научно-исследовательского института космической медицины Федерального научно-клинического центра ФМБА России. Лауреат премии Правительства РФ в области науки и техники (2001).

## Биография
Окончил лечебный факультет 1-го Московского медицинского института им. И. М. Сеченова (1969). В том же году поступил в аспирантуру Института медико-биологических проблем (ИМБП), а после её окончания в 1972 г. остался работать в ИМБП младшим научным сотрудником, достиг там должности первого заместителя директора по науке в 1988 году, в 2008 году являлся и. о. директора ИМБП (тогда же был одним из двух кандидатов на пост директора, которым в результате выборов стал И. Б. Ушаков).
Является руководителем программы медико-биологических исследований национальной научной программы Федерального космического агентства на Международной космической станции, являлся руководителем медико-биологических исследований программы «Интеркосмос» с российской стороны.
В 1974 году защитил кандидатскую диссертацию, а в 1987 году — докторскую; звание профессора присвоено в 1998 году по специальности «Авиационная, космическая и морская медицина».
Под его началом подготовлены 9 докторских и 3 кандидатские диссертации.
Член Государственной комиссии по проведению лётных испытаний управляемых космических совокупностей, консультативно-экспертного совета Федерального космического агентства по Международной космической станции (МКС), Международной академии астронавтики (1992, член её попечительского совета с 2008 года).
Член редколлегий журналов «Авиакосмическая и экологическая медицина» и «Медицина экстремальных ситуаций», редакционного совета журнала «Функциональная диагностика».
Как отмечается на сайте РАН: «Результаты фундаментальных исследований В. М. Баранова и руководимого им коллектива внесли значительный вклад в развитие гравитационной физиологии, космической медицины».
Автор более 200 научных работ, 4 монографий, получил 16 патентов на изобретения.
Награжден орденами Дружбы и Почёта (2024), медалями — ордена «За заслуги перед Отечеством» II степени, «За заслуги перед отечественным здравоохранением», «В память 850-летия Москвы», знаками Гагарина и «За содействие космической деятельности Федерального космического агентства», Золотой медалью Чехословацкой Академии наук, Золотой медалью Г. Оберта (ФРГ). Лауреат премии МЧС России за научные и технические разработки — за разработку медико-эвакуационных и спасательных комплексов быстрого реагирования (1998).